# Bereet
Bereet é uma personagem das histórias em quadrinhos do Universo Marvel, publicadas pela Marvel Comics, sendo uma alienígena humanóide com algumas características de um pássaro, aliada do Incrível Hulk.

## Biografia
Bereet por muitos anos observou o Hulk do planeta Krylor, desde de que ele “nasceu”, registrando os fatos mais importantes da vida do Golias Esmeralda. Usando tecnologia alienígena, ela gravou as experiências do Hulk e apresentou essas gravações como filmes para as pessoas de seu planeta. Desejando saber se o que relatava correspondia à realidade, ela viaja para Terra a fim de conhecê-lo e eles acabam se tornando amigos. 

## Poderes e Habilidades
Uma artista em seu mundo, ela possui imenso conhecimento e equipamentos da "techno-arte" de Krylor, inclusive seu “animal” de estimação, Sturky, que pode transformar-se em qualquer coisa. Um de seus equipamentos mais interessantes é o "Olho Estelar", que pode inventar narrativas fictícias de qualquer situação que tenha testemunhado. Além disso, ela sempre leva uma bolsa que distorce o espaço. Os Artigos que são pequenos dentro da bolsa, quando tirados, assumem o tamanho normal.